# Lac La Pause
Lac La Pause är en sjö i Kanada.   Den ligger i regionen Abitibi-Témiscamingue och provinsen Québec, i den sydöstra delen av landet, 400 km nordväst om huvudstaden Ottawa. Lac La Pause ligger 291 meter över havet. Arean är 9,9 kvadratkilometer. Den sträcker sig 7,6 kilometer i nord-sydlig riktning, och 7,8 kilometer i öst-västlig riktning.
I omgivningarna runt Lac La Pause växer i huvudsak blandskog. Trakten runt Lac La Pause är nära nog obefolkad, med mindre än två invånare per kvadratkilometer.